# Benjamin de Rohan

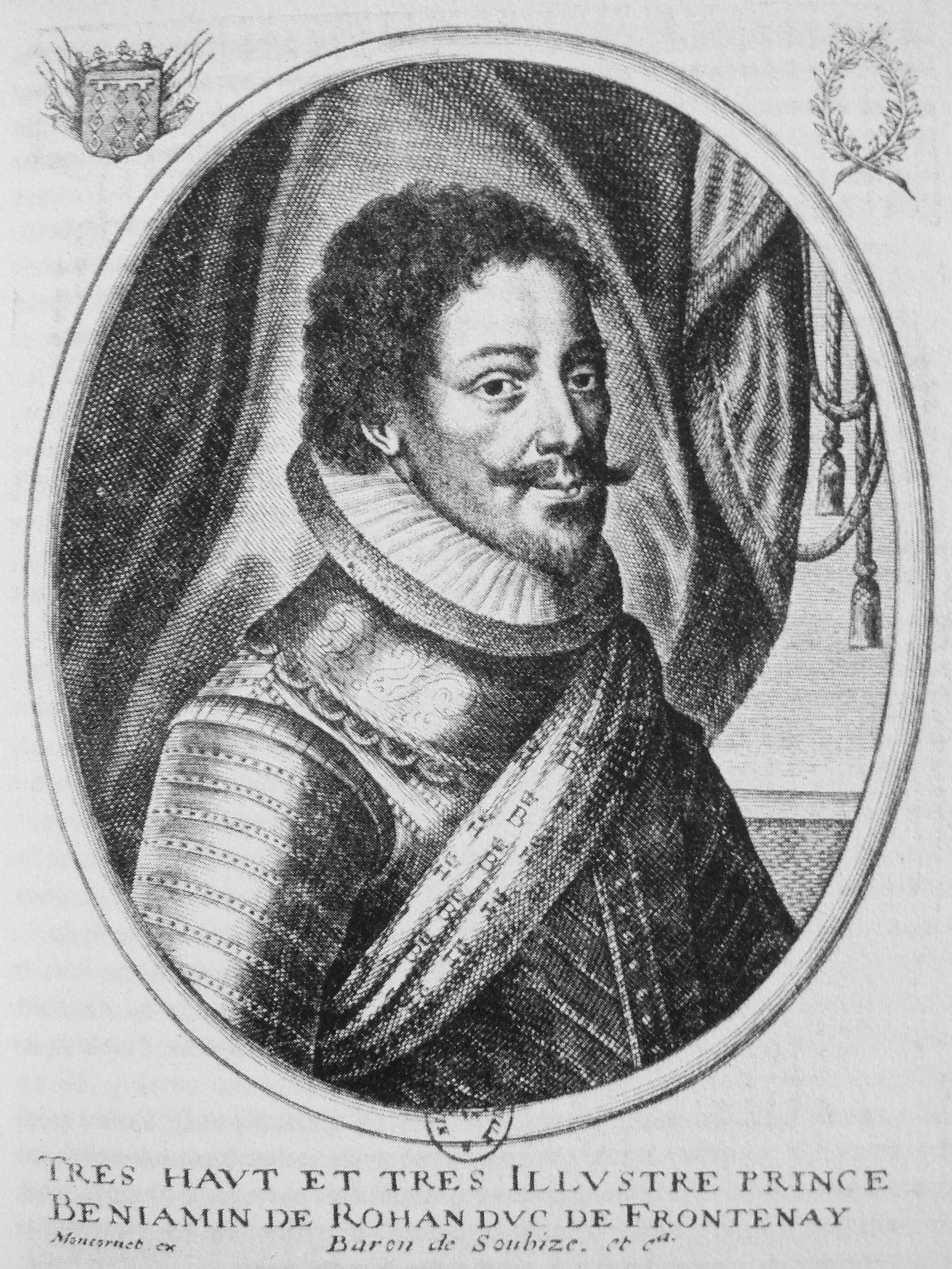
Benjamin de Rohan, genannt „duc“ de Soubise

Wappen des Hauses Soubise

Benjamin de Rohan, duc de Frontenay, baron de Soubise, genannt „ duc de Soubise “ (geboren 1583 in La Rochelle; gestorben am 9. Oktober 1642 in London), war ein französischer Fürst. Er war militärischer Anführer der Hugenotten.

## Name
Von der Mehrheit der Historiker wird Rohan als „genannt duc de Soubise“ (Herzog von Soubise) bezeichnet. Das ist formal jedoch falsch, da Soubise nur eine Herrschaft (Seigneurie) bzw. Baronie war. Der König hatte zwar im Juli 1626 die Baronie von Frontenay zum Herzogtum und zur Pairie erhoben, es wurde jedoch kein Adelsbrief ausgestellt und besaß daher keine Gültigkeit. Da Rohan jedoch unverheiratet und ohne Nachkommen starb, war es ohne Bedeutung.

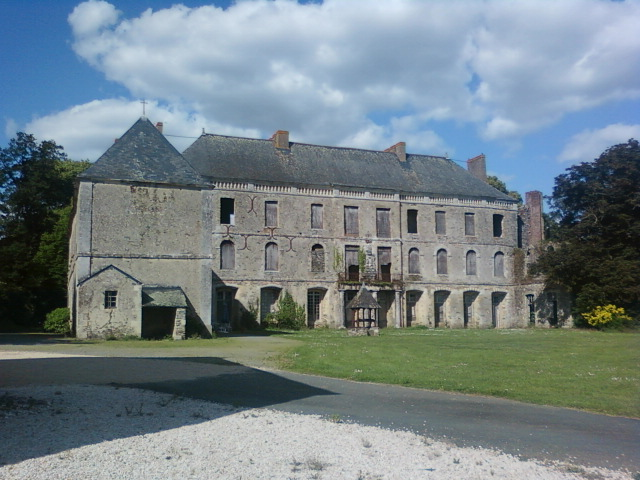
Château de Soubise in Mouchamps

Im Zusammenhang mit dem Namen Soubise wird das abgegangene Schloss Soubise in der Gemeinde Mouchamps in der Vendée 1556 als Besitz des Jean V. de Parthenay-l'Archevêque erwähnt. Dieser nannte sich „de Soubise“ und vererbte den Namen an Benjamin de Rohan. Das jetzige Schloss ist ein Nachfolgebau der 1771 abgebrochenen Ruine und wurde ab 1784 errichtet.
Der Doppelname „Rohan-Soubise“ wurde erst seit der im März 1667 erfolgten Erhebung von François de Rohan-Soubise zum Fürsten (Prince de Rohan-Soubise) geführt.
Auf älteren Dokumenten wird der Name auch als „Soubize“ angegeben.

## Leben

### Herkunft
Er war der jüngere Sohn von René II. de Rohan, Prince de Léon und Vicomte de Porhoët, und der Humanistin Catherine de Parthenay, Erbin der protestantischen Familie von Jean V. de Parthenay aus dem Gâtine und Bocage vendéen im Poitou. Als Enkel von René I. de Rohan und Isabelle d'Albret, Tochter des Königs von Navarra, gehörte Benjamin zum protestantischen Hochadel des Poitou und der Bretagne. Als jüngerer Sohn war ihm der Titel „de Rohan“ verwehrt, er hatte jedoch von seiner Mutter den Titel „Baron de Soubise“ geerbt. Als Anhänger der reformierten Religion durch die Erziehung seiner Mutter machte er seine militärische Ausbildung unter dem Kommando von Moritz von Nassau in den Niederlanden.
Er war einer von den französischen Edelleuten, denen es während der spanischen Belagerung von Bergues glückte, als Verstärkung in die Stadt zu gelangen.
Im Jahre 1615 schloss er sich der Revolte von Henri II. de Bourbon gegen den König bzw. die Regentin Maria de’ Medici an. Dieser Bürgerkrieg war jedoch schnell beendet.

### Feldherr
Der Bruder des Henri II. de Rohan, duc de Rohan war der letzte Feldherr des calvinistischen Widerstandes. Er schreckte gegenüber seinen Feinden auch vor einem Meineid nicht zurück.
Aber weder er noch sein Bruder konnten verhindern, dass nach dem Tod von König Henri IV. mit dem Widerruf des Edikts von Nantes die französischen Protestanten erneut der Verfolgung aussetzt wurden.
Mit der Niederlage nach der Belagerung von La Rochelle (siehe auch Hugenottenaufstände) war zu diesem Zeitpunkt keiner der hugenottischen Anführer mehr bereit, gegen die Politik des Königs zu opponieren. Wenn Louis XIII. auch schließlich den Bruder (Henri II. de Rohan) auf seine Seite zu ziehen konnte, gelang ihm dies bei Benjamin de Rohan nicht.
Als 1621 ein erneuter Ausbruch des Religionskrieges drohte, übernahm Rohan das Kommando über die hugenottischen Provinzen Poitou, Bretagne und Anjou, wobei er der Ratsversammlung in La Rochelle unterstellt war. Rohan kämpfte im Westen entlang der Küste, während sein Bruder im Süden aktiv war. Im gleichen Jahr beschloss der König plötzlich, persönlich gegen Rohan vorzugehen, was zur Belagerung von Saint-Jean-d’Angély führte.
Die Chronik erzählt, dass ein Herold vor dem Stadttoren erschien und ohne sich vorzustellen zu Rohan hinaufrief :

„‚An den Benjamin de Rohan; der König, Dein und mein souveräner Herr, befiehlt, die Tore der Stadt Saint-Jean-d'Angeli zu öffnen, damit er mit seiner Armee einziehen kann. Anderenfalls wird Du der Majestätsbeleidigung angeklagt, Du wirst Deines Adels verlustig gehen, Dein Vermögen wird eingezogen, Deine Häuser werden niedergebrannt ebenso die von denen die Dir helfen‘.
– „Als Soldat kann nicht in Deinem Sinne antworten“, entgegnete Rohan, der den Hut auf dem Kopf behalten hatte
– „Du sollst nicht als Soldat und nicht als Capitaine antworteten“ entgegnete der Herold, „solange Du nicht weißt, daß es Deine Pflicht ist, daß Du den Hut in der Hand zu halten hast, wenn ich mit Dir im Namen des Königs, Deines und meines Herrn spreche“.
Hautefontaine, ein älterer Offizier, entschuldigte seinen Vorgesetzten, indem er ausführte: „Monsieur de Soubise hat noch nie vor dem König gestanden, er kennt daher die Formalitäten nicht. Wenn verlangt würde, daß er sein Knie zu beugen habe, würde er das tun“.“

Rohan gab die Antwort auf die Übergabeaufforderung schriftlich und eigenhändig, er schrieb dem König:
„Sire, ich bin ein sehr demütiger Diener des Königs, aber ihrer Aufforderung Folge zu leisten steht nicht in meiner Macht.
Benjamin de Rohan.“
Nach einem Monat des Widerstandes musste Rohan kapitulieren. Er erhielt mit seinen Truppen freien Abzug, nachdem er beide Knie vor dem König gebeugt und einen Treueschwur geleistet hatte.
Louis XIII. sagte daraufhin zu ihm:

„Ich freuen mich, dass Sie mir von jetzt an mehr Gelegenheit geben, von Ihnen eher zufrieden gestellt zu werden als es in der Vergangenheit geschehen ist. Erheben Sie sich und dienen Sie mir in Zukunft besser.“

Allerdings nahm Rohan 1622 den Kampf wieder auf, er eroberte Olonne, die Île de Ré, die Île d’Oléron, bedrohte Nantes, und war der Meinung, dass er sich in unangreifbarer Position befände. Im April marschierte der König erneut gegen ihn. In der Nacht vom 15. auf den 16. April 1621 überquerten die königlichen Truppe bei Ebbe durch eine Furt den Meeresarm nach Saint-Hilaire-de-Riez und metzelten die überraschten Hugenotten nieder. Rohan konnte mit 500–600 Reitern nach La Rochelle entkommen. 500 Infanteristen wurden, ohne Widerstand zu leisten, auf der Stelle mit der Muskete oder dem Säbel massakriert. 600 wurden gefangen genommen, von denen einige gehängt, und die anderen auf die Galeeren geschickt.
Rohan war beim König in Ungnade gefallen – mit allen Konsequenzen.

„...der Sieur de Soubise, wird zum Kriminellen gegenüber seinem König als oberster Befehlshaber erklärt, seine Güter und Vermögen werden zu Gunsten seiner Majestät eingezogen..“

Nichtsdestoweniger wurden Rohan per Edikt vom 18. Oktober des gleichen Jahres in Montpellier seine Güter und Pensionen zurückgegeben; zu einem Zeitpunkt, als die Hugenotten nur noch zwei feste Plätze besaßen: La Rochelle und Montauban.

### Protestantischer Korsar
Am 17. Januar 1625 segelte er mit einer kleinen Flotte, besetzt mit 300 Soldaten und 100 Matrosen, in die Mündung des Blavet. Hier griffen sie das größte Schiff der königlichen Flotte an und überwältigten die Besatzung. Danach gingen sie an Land und führten einen Angriff gegen Fort Port Louis. Hier war der Widerstand jedoch stärker als erwartet. Auch erschien inzwischen der von Gegenwinden seit drei Wochen zurückgehaltene Gouverneur der Bretagne, der duc de Vendôme. Dieser versuchte, Soubise den Rückweg abzuschneiden, indem er die Hafenausfahrt durch eine Kette sperren ließ. Soubise konnte diese Barriere jedoch durchbrechen und segelte, vom Wind begünstigt, zur Île de Re, 15 Schiffe der königlichen Flotte als Beute mit sich führend.

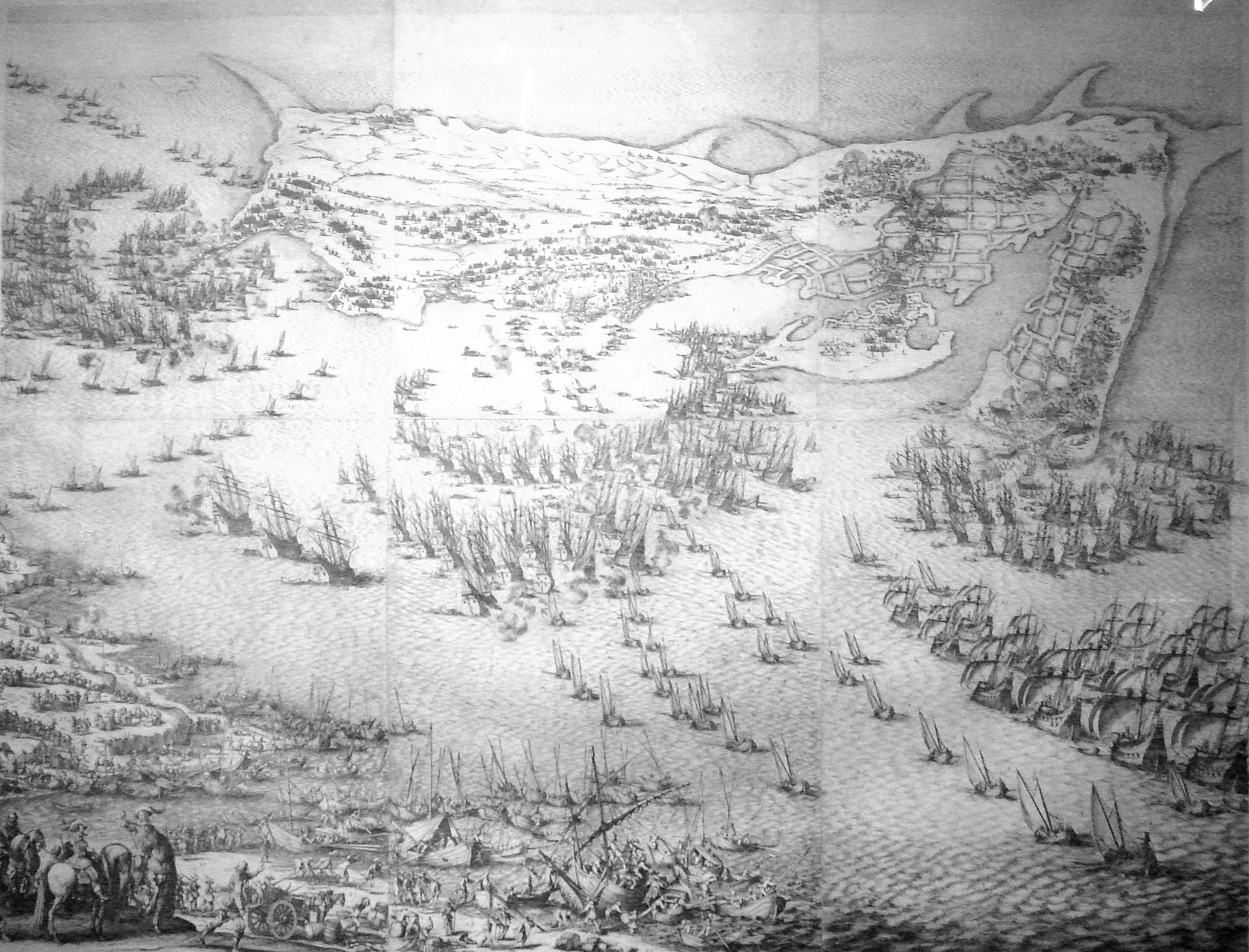
Soubise nimmt 1625 die Île de Ré

Diese Aktion gab den Hugenotten die Seeherrschaft zwischen Nantes und Bordeaux zurück. Er wurde danach von der protestantischen Partei, die ihn zeitweise als Freibeuter gering geachtet hatte, nunmehr als Held betrachtet. Der König versuchte erneut, ihn auf seine Seite zu ziehen und bot ihm das Kommando über eine Flotte an, die gegen Genua operieren sollte, Soubise lehnte jedoch ab und nahm den Titel eines « Admirals der protestantischen Kirche » (Amiral des Églises protestantes) an. Seine folgende Aktion in das Médoc gelang ihm jedoch nicht, nach dem er bei Castillon angegriffen wurde, musste er sich hastig auf die Île de Re zurückziehen.
Er kämpfte weiter gegen die königliche Flotte, die von dem Niederländer Houstein, Admiral von Zeeland, kommandiert wurde. Obwohl eine Waffenruhe mit gegenseitiger Geiselgestellung vereinbart worden war, konnte er durch eine List seine Geiseln zurückbekommen und griff dann trotz der Waffenruhe an. Dabei konnte das feindliche Flaggschiff in Brand gesetzt werden.
Danach zog er sich wieder auf die Île de Re zurück und wurde letztendlich von Henri II de Montmorency in der Schlacht bei Saint-Martin-de-Ré besiegt. Von einem 3.000 Mann starken Korps angegriffen, musste sich Rohan mit verbleibenden fünf- oder sechshundert Reitern zurückziehen.
Rohan entkam hastig mit einer Schaluppe nach der Île d'Oleron. Montgomery verfolgte ihn, sodass Rohan nach England weitersegeln musste. Die Inseln stand jetzt wieder unter der Herrschaft des Königs.
Auf Drängen von König Charles I. wurde am 6. April 1626 der Krieg zunächst beendet und ein Friedensvertrag geschlossen. Rohan wurden von Louis XIII. die gleichen Offerten wie bereits mehrfach gemacht.

## Die Belagerung von La Rochelle
Rohan kam mit einer englischen Flotte, die von Buckingham gestellt worden war, der Stadt zu Hilfe. Allerdings hatte er zu diesem Zeitpunkt so wenig Rückhalt unter den Bürgern von La Rochelle, dass man sich weigerte, die Schiffe und mit ihnen Rohan, in den Hafen zu lassen. Es bedurfte der massiven Intervention von Catherine de Parthenay (der Mutter Rohans), dass man die Schiffe einlaufen ließ. Man übertrug Rohan dann die Verteidigung des Hafens. Als Buckingham abgereist war und er dadurch keinen Rückhalt mehr hatte entzog ihm der Rat der Stadt nach vier Monaten voller Misstrauen die Aufgabe wieder. Nach dieser persönlichen Niederlage ging Rohan nach England zurück, woher er im Frühjahr gekommen war. Auf der Suche nach Unterstützung traf er mit König Charles I. zusammen. Später hatte er noch eine intensive Unterredung (resp. einen Streit) mit Buckingham, der kurz darauf von dem Fanatiker John Felton ermordet wurde. Rohan wurde daraufhin von den Vertrauten des Herzogs Buckingham des Verrats bezichtigt, allerdings von Felton dann selbst entlastet.

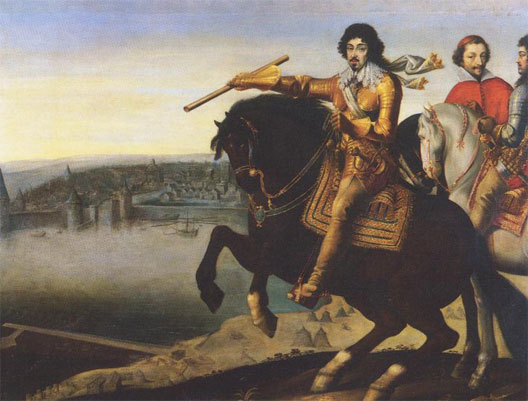
Ludwig XIII. und Kardinal de Richelieu vor La Rochelle

König Charles I. schickte unter dem Befehl des Earl of Lindsey eine Flotte zur Unterstützung nach La Rochelle. Lindsey weigerte sich jedoch, von Rohan Befehle entgegenzunehmen und die Sperre des Hafens von La Rochelle zu durchbrechen. Nachdem der Versuch eine Hungersnot abzuwenden gescheitert war, ergab sich die Stadt an Richelieu.

## Tod im Exil
Obwohl de Rohan in den Gnadenakt von Alès vom 28. Juni 1629 mit einbegriffen war, zog er es vor, in England zu bleiben und spielte weiterhin mit dem Gedanken in der Bretagne den Kampf weiterzuführen. Er starb 1642 kinderlos in London, der Titel de Soubise vererbte sich an seinen Cousin François de Rohan (1630–1712).
Louis de Rouvroy, duc de Saint-Simon schrieb in seinen Memoiren:

„Monsieur de Soubise war der Bruder des Großherzogs de Rohan. Seine Hartnäckigkeit der beständigen Abfälle brachte ihm den Ruf der Kühnheit ein. Zwar hatte ihn der König 1626 zum Herzog erhoben, jedoch hörte man in Frankreich nach der Einnahme von La Rochelle nichts mehr von ihm, bis er um 1641 unverheiratet in England verstarb.“

Sein Leben wurde in den Memoiren seines Bruders, des Henri II. de Rohan, festgehalten, mit dem er zeit seines Lebens in regem Briefwechsel stand. Aus diesem gibt es die sichere Kenntnis über die Tragödie seiner militärischen Karriere, in der er alle seine Aktionen mit seinem Bruder besprochen hat und ihn auch um Rat fragte.
Rohan war von unbändigen Hass auf das Katholische erfüllt, das er unaufhörlich rigoros bekämpfte. Das Urteil der meisten Historiker fällt daher einseitig aus und er wird oftmals einfach als Partisan hingestellt wird, was er aber nicht war.

## Familie
- Jean V. de Parthenay-l'Archevêque, Seigneur de Mouchamps (Les Herbiers) genannt Soubise (1512–1561) ⚭ Antoinette Bouchard d’Aubeterre (1535–1580) Witwe de Soubise

→ Catherine de Parthenay, Mademoiselle de Soubise, Witwe de Rohan (1554–1631)
1. ⚭ Charles de Quellenec, Baron du Pont, genannt Soubise (1548–1572) ohne Nachkommen
2. ⚭ René II. de Rohan, genannt Pontivy, dann Frontenay, Vicomte de Rohan (1550–1585)

→ Henri II. de Rohan, Vicomte und 1. Herzog nach 1604, (1579–1638)
→ Benjamin de Rohan, "duc" de Soubise, (1583–1642)
→ Henriette de Rohan, genannt la Bossue, (1577–1624)
→ Catherine de Rohan (1580–1607) ⚭ Jean de Bavière
→ Anne de Rohan (1584–1646)